# Asaccus kurdistanensis
Espèce
Statut de conservation UICN

 LC  : Préoccupation mineure
Asaccus kurdistanensis est une espèce de geckos de la famille des Phyllodactylidae.

## Répartition
Cette espèce est endémique de la province de Kermanshah en Iran.

## Étymologie
Son nom d'espèce, composé de kurdistan et du suffixe latin -ensis, « qui vit dans, qui habite », lui a été donné en référence au lieu de sa découverte, le Kurdistan.

## Publication originale
- Rastegar-Pouyani, Nilson & Faizi, 2006 : A new Species of Asaccus (Sauria: Gekkonidae) from Kurdistan Province, western Iran. Hamadryad, vol. 30, p. 141-150.